# Oancea
Oancea è un comune della Romania di 1 477 abitanti, ubicato nel distretto di Galați, nella regione storica della Moldavia.
Il comune è formato dall'unione di 2 villaggi: Oancea e Slobozia Oancea.